# Brigitte Broch
Brigitte Broch (Koszalin, 21 de novembro de 1943) é uma decoradora de arte alemã-mexicana. Venceu o Oscar de melhor direção de arte na edição de 2002 por Moulin Rouge!, ao lado de Catherine Martin.